# HD23277
HD23277 — хімічно пекулярна зоря спектрального класу A2, що має видиму зоряну величину в смузі V приблизно  5,4.
Вона  розташована на відстані близько 325,5 світлових років від Сонця.